# Kristin Otto
Kristin Otto (Leipzig, 7 februari 1966) maakte in de jaren 1980 naam als internationaal topzwemster van de DDR. In de jaren 2020 is ze sportpresentatrice bij de ZDF.
In 1988 won Otto op de Olympische Spelen van Seoel zesmaal goud. Daarmee is zij de succesvolste Duitse zwemster ooit op olympisch niveau. In de jaren 1988 en 1989 werd Kristin Otto in de DDR uitgeroepen tot Sportvrouw van het Jaar.
In 1982 werd ze drievoudig wereldkampioen. In 1984 stelde ze het wereldrecord op de 200 meter vrije slag scherper (1.58,15).
In 1986 ging het wereldrecord op de 100 meter vrije slag eraan (54,73), Otto's tijd werd pas zes jaar later verbetered door de Amerikaanse sprintster Jenny Thompson.
Otto zette in 1989 een punt achter haar zwemloopbaan na de EK in Bonn, waar ze twee gouden en één bronzen medaille behaalde. Ze studeerde journalistiek in Leipzig, en werd nadien sportcommentatrice bij de ZDF.
In de jaren 1999 en 2000 werd haar voormalige ploegarts en trainer Stefan Hetzer veroordeeld wegens het doperen van atleten. Otto verweerde zich tegen de beschuldigingen ooit doping gebruikt te hebben.

## Internationale toernooien
| Jaar | Olympische Spelen                                                                                          | WK Langebaan                                                                                                   | EK Langebaan                                                                              |
| ---- | --- | --- | ----------------------------------------------------------------------------------------- |
| 1982 | | 100m rugslag · 4x100m vrije slag · 4x100m wisselslag                                                           |                                                                                           |
| 1983 | | | 100m vrije slag · 4x100m vrije slag · 4x200m vrije slag                                   |
| 1984 | boycot | |                                                                                           |
| 1985 | | |                                                                                           |
| 1986 | | 50m vrije slag · 100m vrije slag · 100m vlinderslag · 200m vlinderslag · 4x100m vrije slag · 4x100m wisselslag |                                                                                           |
| 1987 | | | 100m vrije slag · 100m rugslag · 100m vlinderslag · 4x100m vrije slag · 4x100m wisselslag |
| 1988 | 50m vrije slag · 100m vrije slag · 100m rugslag · 100m vlinderslag · 4x100m vrije slag · 4x100m wisselslag | |                                                                                           |
| 1989 | | | 100m rugslag · 200m rugslag · 4x100m vrije slag                                           |